# Confusión mental
En psicología se entiende por confusión mental  a una disminución de la actividad de la conciencia. Existen varios grados que van desde una leve obnubilación hasta el estado de estupor.
Este estado mental agudo se caracteriza por una concepción desordenada del medio, delirio, reducción de la capacidad de observación, pérdida de orientación y de la memoria.
Algunos casos graves pueden generar ilusiones, insomnio y alucinaciones. Puede producirse en condiciones de una gran tensión mental.
Puede ser una manifestación de la enfermedad de Wernicke.